# Nusse
NUSSE (Norsk Universell Siffermaskin Selvstyrt Elektronisk) var en av de första norskbyggda datorerna. Den utvecklades 1950 - 1954 i Oslo.